# Henri d’Astier de la Vigerie

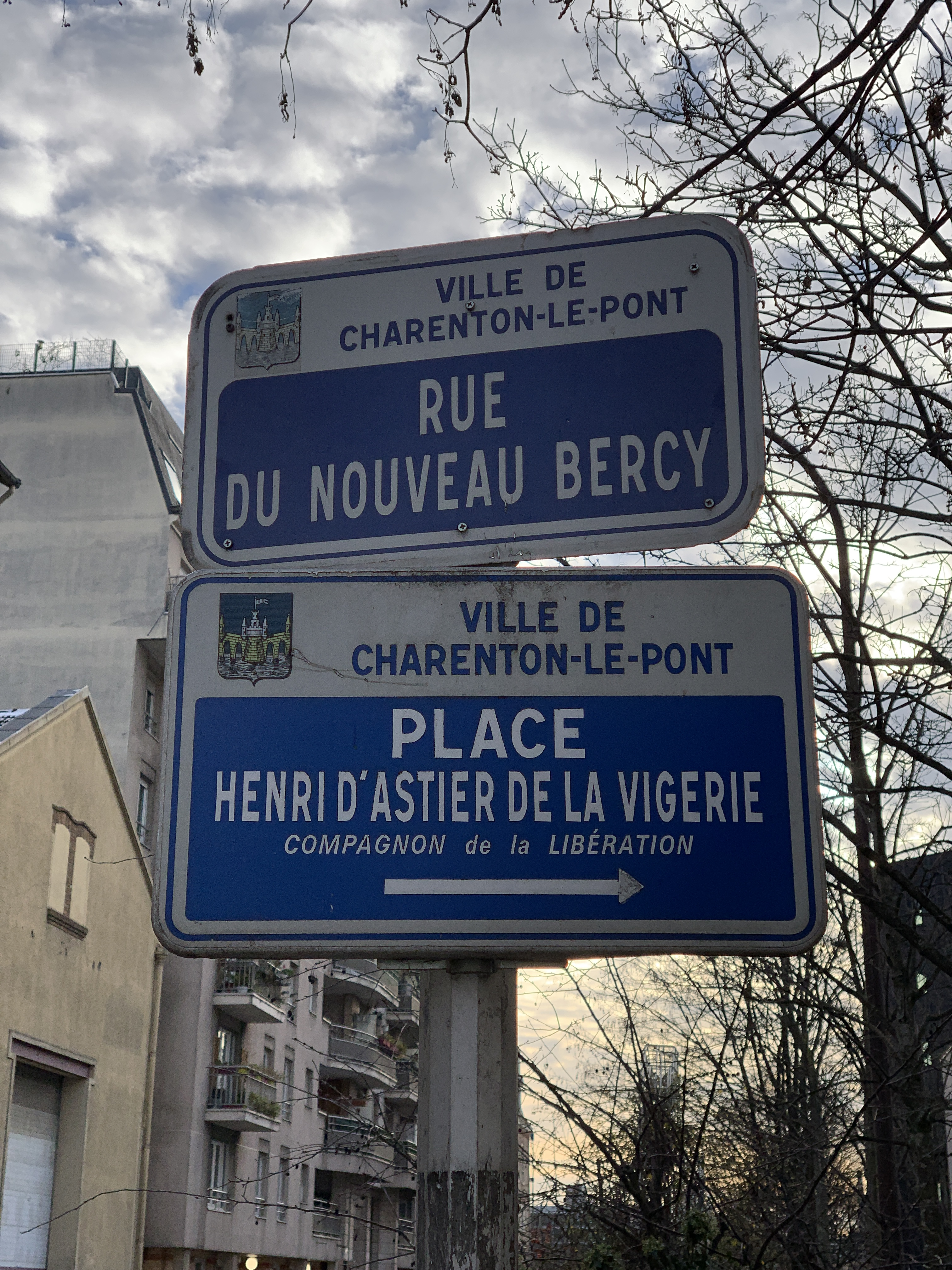
Namensgeber für einen Platz in Charenton-le-Pont

Henri d’Astier de La Vigerie (* 11. September 1897 in Villedieu-sur-Indre; † 10. Oktober 1952 in Genf) war ein französischer Offizier, monarchistischer Journalist und Mitglied der Résistance.

## Leben
Neben Henri sind seine Brüder Emmanuel und François d’Astier de la Vigerie bekannt. Der ehemalige Marinegeheimdienstchef Emmanuel begründete 1944 das Mouvement de libération nationale (MLN) mit und war Innenminister der Provisorischen Regierung der Forces françaises libres; letzterer war ein Fliegeras des Ersten Weltkriegs, General der Luftwaffe und ebenso ein enger Mitarbeiter von Charles de Gaulle.
Henri d’Astier begann seine militärische Karriere 1915, am Ende des Ersten Weltkriegs war er Leutnant und ist mit der Ehrenlegion ausgezeichnet worden.
Danach arbeitete er als Journalist. Politisch war er stark konservativ und römisch-katholisch. Insbesondere glaubte er, dass eine Republik von Natur aus schwach und ineffektiv sei und Frankreich unter einer traditionellen Monarchie stärker wäre. Er bewunderte den monarchistischen Schriftsteller Charles Maurras und gehörte zur Action française.
Mit Ausbruch des Zweiten Weltkriegs wurde d’Astier wieder in den aktiven Dienst gerufen. Zwar stand er dem Faschismus nahe, dennoch widersetzte er sich vehement der deutschen Invasion, auch wenn andere Monachisten die Gefahr des Kommunismus als größer einschätzten. Nach der Kapitulation Frankreichs im Juni 1940 ging d’Astier in den französischen Widerstand. Als die Gefangennahme eines Kollegen ihn aufzudecken drohte, floh er 1941 nach Oran in Algerien. Dort gelang es ihm, mit dem lokalen Widerstand über Roger Carcassone Kontakt aufzunehmen und in die Vichy-Verwaltung in Nordafrika einzudringen. Er hielt den Kontakt zu den US-amerikanischen Geheimdiensten, die ihm die bevorstehende Invasion mitteilten. Die Alliierten landeten 1942 in Nordafrika (Operation Torch); etwa vierhundert Mitglieder des französischen Widerstands unter dem Kommando von d’Astier und José Aboulker unternahmen den sogenannten Putsch vom 8. November in der Stadt Algier. Sie beschlagnahmten wichtige Einrichtungen, darunter die Telefonzentrale, die Radiostation, das Haus des Gouverneurs und das Hauptquartier des französischen 19. Korps. Sie verhafteten General Alphonse Juin, den Kommandeur aller Vichy-Truppen in Nordafrika, und Admiral François Darlan, den Oberbefehlshaber des Vichy-Militärs, der zufällig vor Ort war.
Am nächsten Morgen sorgte die Gendarmerie für die Freilassung von Juin und Darlan. Danach verloren die Vichy-Truppen jedoch Zeit, die die vom Widerstand während des Putsches eingenommenen Positionen einzunehmen, und dies machte die Einnahme von Algier mit wenig Widerstand möglich. Darlan brach mit dem Vichy-Regime und verhandelte mit den Alliierten eine Kapitulation, die es ihm die Kontrolle über die örtliche Zivilverwaltung behalten ließ. Dennoch wurde er bald von Fernand Bonnier de La Chapelle, einem jungen Mitglied des Widerstands, ermordet, der seinerseits im Dezember 1942 erschossen wurde. Möglicherweise steckt dahinter ein monarchistisches Komplott, um den Thronprätendenten Henri d’Orléans an eine Schlüsselstelle als Nachfolger Darlans zu bringen. Dieser war zuvor nach Algier gekommen. Darlans Nachfolger Henri Giraud beschuldigte den ganzen Widerstand der Organisation des Attentats und griff hart durch. Viele Schlüsselfiguren des Widerstands wurden verhaftet, und d’Astier tauchte unter, bis er Anfang 1943 gefunden und verhaftet wurde. Als Charles de Gaulle der alleinige Chef der Freien französischen Streitkräfte wurde, kam d’Astier wieder frei. Kurz darauf wurde er in De Gaulles Commission de la Défense Nationale berufen und in die Assemblée consultative provisoire, das erste politisch breite Vertretungsgremium des Widerstands.
Im April 1944 gründete und befehligte er aus Freiwilligen die Commandos de France. 1944 führte d’Astier eine 45-Mann-Abteilung in Frankreich an, die hinter den feindlichen Linien operierte, um den Weg für die alliierte Invasion zu ebnen. Er kämpfte in Frankreich bis Kriegsende. Danach wurde er wieder Journalist.
Er wurde Compagnon de la Liberation und erhielt den Ordre de la Liberation sowie das Croix de guerre für beide Weltkriege.